# Kathedraal van Ceuta
De Kathedraal van Ceuta of voluit de Maria-Tenhemelopnemingkathedraal is de rooms-katholieke kathedraal van het Spaanse Ceuta en de co-kathedraal van het Bisdom Cádiz en Ceuta. De kerk heeft elementen uit verschillende bouwstijlen, deze bouwstijlen zijn de renaissance, barok en het neoclassicisme

## Geschiedenis
Op de plek van de huidige kathedraal stond sinds de tijd van de Byzantijnse keizer Justinianus I een kerk. Nadat de plaats veroverd werd door de Arabieren werd de kerk verbouwd tot de Grote Moskee van Ceuta, om na 1415 door Portugese koning Johan I van Portugal weer te worden verbouwd tot kerk. Ceuta werd in 1415 de eerste moderne Europese kolonie overzee.
De kerk werd door de vele oorlogen beschadigd en kwam in slechte staat terecht, totdat de kerk vanaf 1686 werd verbouwd en opnieuw opgetrokken door architect Juan de Ochoa. Het duurde echter tot 1726 toen de kathedraal werd gewijd en opgedragen aan de hemelvaart van Maria. De reden dat de wijding duurde tot 1726 was de belegering van de stad.
Belangrijke kunstwerken van Portugese oorsprong zijn de kapel van de drie-eenheid,
fresco's van Miguel Bernardini en een 15e-eeuwse figuur van de Grote Maagd.
Naast de kerk zijn onder andere een Kathedraalmuseum en het Bisschoppelijk Paleis gelegen. Het bisschoppelijk paleis is via een achtergelegen binnenplaats met de kerk verbonden.